# Florence Bascom
Florence Bascom (Williamstown, 14 de julho de 1862 - Williamstown, 18 de junho de 1945), foi uma geóloga estadunidense, a segunda mulher a obter um doutorado em geologia nos Estados Unidos, a primeira mulher a trabalhar no Serviço Geológico dos Estados Unidos (USGS). Foi inovadora na área e abriu caminho para que mais mulheres cursassem geologia no país.

## Vida pessoal
Nascida em Williamstown, Massachusetts, em 14 de julho de 1862, Florence era filha de John Bascom, professor do Williams College e, posteriormente, presidente da Universidade do Wisconsin-Madison. Sua mãe era Emma Curtiss Bascom, ativista pelos direitos das mulheres e membro do movimento sufragista. Seus pais eram apoiadores ativos dos direitos das mulheres e defendiam acesso à educação para as meninas.
Florence obteve bacharelado em 1882, na Universidade de Madison-Wisconsin, permanecendo na instituição até 1887, onde terminou o mestrado. Lecionou na Hampton School of Negroes and American Indians, hoje a Hampton University antes de fazer seu mestrado. Na época, mulheres tinham acesso bastante limitado a recursos educacionais como bibliotecas e ginásios, assim como às salas de aula, se já tivesse homens no interior. Florence sentava atrás de um biombo durante as aulas para não "perturbar os homens". Seus professores Charles Van Hise e Roland Irving eram funcionários do Serviço Geológico dos Estados Unidos.
Florence obteve seu doutorado pela Universidade Johns Hopkins. Foi a primeira mulher a escrever um artigo e apresenta para o Serviço Geológico de Washington, em 1901. Foi também a primeira mulher eleita para o conselho do Serviço Geológico dos Estados Unidos, em 1924 (nenhuma outra mulher foi eleita até 1945). Assim que saiu da Ohio State University, onde lecionou de 1893 a 1895, Florence foi para o Bryn Mawr College, para poder conduzir pesquisas e lecionar no ensino superior em geologia, onde fundou o departamento de geologia e começou um programa de graduação para treinar as primeiras geólogas do século XX.
Mesmo tendo se aposentado da instituição em 1928, continuou seu trabalho no Serviço Geológico até 1936.

## Trabalho
Florence conseguiu um cargo de geóloga assistente no Serviço Geológico, em 1896. De 1896 a 1908, foi editora assistente da revista American Geologist. Foi promovida a geóloga em 1909 pelo Serviço Geológico e designada para estudar a região de Piedmont. Grande parte de seu trabalho envolvia geomorfologia e rochas cristalinas, que permanece influente até hoje. Ela criou encartes famosos para o Serviço Geológico.
A ela também é creditado boa parte do conhecimento dos Apalaches e sua petrologia. Florence foi professor do Bryn Mawr College por 33 anos, fazendo grandes avanços no curso, tornando-o um programa completo de graduação. Seu trabalho influenciou geólogos nos séculos XIX e XX e teve grande impacto na pesquisa geológica dos Estados Unidos. Seus alunos a descreviam como direta, rigorosa e consistente em suas observações.
Várias alunas suas se tornaram geólogas no Serviço Geológico dos Estados Unidos, como Eleanora Bliss Knopf, Anna Jonas Stose, Louise Kingsley, Katharine Fowler-Billings, Mary Porter, Julie Gardner, bem como Ida Helen Ogilvie.
Foi eleita em 1894 para a Geological Society of America., conselheira em 1924 e vice presidente em 1930. Foi membro Conselho Nacional de Pesquisa dos Estados Unidos e da União Geofísica Americana.

## Morte
Florence Bascom faleceu devido a um acidente vascular cerebral, em 18 de junho de 1945. Foi enterrada no cemitério da faculdade de Williams-Town, junto da família.